# Bei'an
Bei'an (en chino, 北安; pinyin, Běi'ān) es un municipio  bajo la administración directa de la Prefectura Heihe en la Provincia de Heilongjiang, República Popular China.  Su área es de 7192 km² y su población total para 2010 superó los 470 mil habitantes. 

## Administración
Desde julio de 2020, el  Municipio Bei’an se divide en 15 pueblos que se administran en 6 subdistritos,  5 poblados, 3 villas y 1 villa étnica. 